# Deutsche Fußballmeisterschaft der A-Junioren 1993/94
Die deutsche Fußballmeisterschaft der A-Junioren 1994 war die 26. Auflage dieses Wettbewerbes. Meister wurde Borussia Dortmund, das im Finale Werder Bremen mit 3:2 besiegte.

## Teilnehmende Mannschaften
An der A-Jugendmeisterschaft nahmen 17 Landesverbandsmeister teil. Dazu kamen aus der Oberliga Nord die jeweils bestplatzierten Vereine aus Schleswig-Holstein, Hamburg, Bremen und Niedersachsen.
| Regionalverband Nord                                                                                                | Regionalverband West                                                                                    | Regionalverband Südwest                                                                              | Regionalverband Süd | Regionalverband Nordost |
| --- | --- | --- | --- | --- |
| - Schleswig-Holstein: Büdelsdorfer TSV - Hamburg: Hamburger SV - Bremen: Werder Bremen - Niedersachsen: Hannover 96 | - Westfalen: Borussia Dortmund - Mittelrhein: TSV Bayer 04 Leverkusen - Niederrhein: Bayer 05 Uerdingen | - Rheinland: Eisbachtaler Sportfreunde - Südwest: 1. FC Kaiserslautern - Saarland: 1. FC Saarbrücken | - Hessen: Eintracht Frankfurt - Baden: Karlsruher SC - Südbaden: SC Freiburg - Württemberg: VfB Stuttgart - Bayern: FC Bayern München | - Mecklenburg-Vorpommern: Greifswalder SC - Brandenburg: BSV Brandenburg - Berlin: Tennis Borussia Berlin - Sachsen-Anhalt: Hallescher FC - Thüringen: FC Carl Zeiss Jena - Sachsen: Chemnitzer FC |

## Vorrunde
Hinspiele: So 29.05. Rückspiele: Mi 01.06.
|                     | Gesamt |                        | Hinspiel | Rückspiel |
| ------------------- | ------ | ---------------------- | -------- | --------- |
| Büdelsdorfer TSV    | 1:5    | FC Bayern München      | 1:2      | 0:3       |
| SV Werder Bremen    | 7:4    | Tennis Borussia Berlin | 5:3      | 2:1       |
| Hannover 96         | 4:2    | FC Carl Zeiss Jena     | 3:2      | 1:0       |
| Eintracht Frankfurt | 11:10  | BSV Brandenburg        | 7:0      | 4:1       |
| Hamburger SV        | 7:1    | 1. FC Saarbrücken      | 3:0      | 4:1       |

## Achtelfinale
Hinspiele: So 05.06. Rückspiele: So 12.06.
|                           | Gesamt          |                      | Hinspiel | Rückspiel |
| ------------------------- | --------------- | -------------------- | -------- | --------- |
| TSV Bayer 04 Leverkusen   | 4:3             | Chemnitzer FC        | 3:2      | 1:1       |
| VfB Stuttgart             | 10:30           | Greifswalder SC      | 5:1      | 5:2       |
| Karlsruher SC             | 3:2             | Hannover 96          | 1:2      | 2:0       |
| SV Werder Bremen          | 7:0             | Hallescher FC        | 5:0      | 2:0       |
| FC Bayern München         | 2:3             | 1. FC Kaiserslautern | 2:1      | 0:2       |
| FC Bayer 05 Uerdingen     | 2:2 (5:4 i. E.) | Hamburger SV         | 1:0      | 1:2       |
| Eisbachtaler Sportfreunde | 01:12           | Borussia Dortmund    | 1:8      | 0:4       |
| Eintracht Frankfurt       | 2:2 (4:5 i. E.) | SC Freiburg          | 0:0      | 2:2       |

## Viertelfinale
Hinspiele: Mi 15.06. Rückspiele: So 19.06.
|                         | Gesamt |                       | Hinspiel | Rückspiel |
| ----------------------- | ------ | --------------------- | -------- | --------- |
| TSV Bayer 04 Leverkusen | 05:11  | VfB Stuttgart         | 1:5      | 4:6       |
| Karlsruher SC           | 1:4    | SV Werder Bremen      | 1:1      | 0:3       |
| 1. FC Kaiserslautern    | 2:3    | FC Bayer 05 Uerdingen | 1:2      | 1:1       |
| Borussia Dortmund       | 8:1    | SC Freiburg           | 4:0      | 4:1       |

## Halbfinale
Hinspiele: Mi 22.06. Rückspiele: So 26.06.
|                       | Gesamt          |                   | Hinspiel | Rückspiel |
| --------------------- | --------------- | ----------------- | -------- | --------- |
| VfB Stuttgart         | 2:2 (3:4 i. E.) | SV Werder Bremen  | 1:1      | 1:1       |
| FC Bayer 05 Uerdingen | 2:5             | Borussia Dortmund | 1:2      | 1:3       |

## Finale
| SV Werder Bremen                                                        | SV Werder Bremen | Borussia Dortmund | Borussia Dortmund |
| ----------------------------------------------------------------------- | --- | --- | ----------------- |
| SV Werder Bremen                                                        | \| Sonntag, 3. Juli 1994 um 11:00 Uhr in Delmenhorst (Stadion Delmenhorst) \| \| Ergebnis: 2:3 (1:2) \| \| Zuschauer: 3.500 \| \| Schiedsrichter: Günther Habermann (Weißensee) \|                                                    | \| Sonntag, 3. Juli 1994 um 11:00 Uhr in Delmenhorst (Stadion Delmenhorst) \| \| Ergebnis: 2:3 (1:2) \| \| Zuschauer: 3.500 \| \| Schiedsrichter: Günther Habermann (Weißensee) \|                                                                                     | Borussia Dortmund |
| SV Werder Bremen                                                        | Florian Ludewig – Marco Seeger – Kai Achilles , Danny Fütterer – René Fleck, Murat Salar (58. Björgvin Magnusson), Sven Röper, Dennis Frey (76. Dirk Tarnowski), Aaran Lines – Lars Toborg, Erhan Albayrak Cheftrainer: Thomas Schaaf | Stefan Malonek – Björn Mehnert – Gerrit Hundshagen (35. Deniz Sahin), Christian Brücker – Marian Pagels, Daniel Wennmann, Lars Ricken, Carsten Hinz , Jörg Sauerland – Arek Grad (60. Frank Riethmann), Ibrahim Tanko (90. David Danielzyk) Cheftrainer: Edwin Boekamp | Borussia Dortmund |
| SV Werder Bremen                                                        | 1:1 Erhan Albayrak (19.) 2:2 Lars Toborg (81.) | 0:1 Ibrahim Tanko (12.) 1:2 Lars Ricken (40.) 2:3 Ibrahim Tanko (89.) | Borussia Dortmund |
| SV Werder Bremen                                                        | Röper | Hinz, Sauerland | Borussia Dortmund |
| Sonntag, 3. Juli 1994 um 11:00 Uhr in Delmenhorst (Stadion Delmenhorst) | | |                   |
| Ergebnis: 2:3 (1:2)                                                     | | |                   |
| Zuschauer: 3.500                                                        | | |                   |
| Schiedsrichter: Günther Habermann (Weißensee)                           | | |                   |